# Агафонов, Алексей Андреевич
Алексе́й Андре́евич Агафо́нов (род. 30 мая 1926, Казань, Татарская АССР, РСФСР) — советский врач, хирург, доктор медицинских наук (1973), профессор (1975), Заслуженный деятель науки Татарской АССР (1991).

## Биография
Родился в семье врача 30 мая 1926 года в Казани, Татарская АССР, РСФСР.
В 1949 году окончил Казанский государственный медицинский институт и был оставлен в ординатуре при кафедре госпитальной хирургии. В 1952 году назначен заведующим хирургическим отделением в городе Салехард (Ямало-Ненецкий автономный округ). В 1954 году вернулся в Казань, где работал хирургом в казанской железнодорожной больнице до 1965 года.
В 1966 году перешёл на работу в Казанский медицинский институт на кафедру оперативной хирургии с топографической анатомией. В 1973 году защитил диссертацию на соискание учёной степени доктора медицинских наук. В 1975 году был избран профессором.
С 1974 по 1991 год возглавлял кафедру оперативной хирургии. В 1991 году ему присвоено почётное звание «Заслуженный деятель науки Татарской АССР».
Первым в стране в 1964 году разработал методику лапароскопии. Также одним из первых освоил интубационный наркоз.
Агафонов вместе со своими учениками получил новые данные по сердечно-сосудистой и лимфатической системам на макро- и микроуровне. Также им были получены новые сведения о показателях при хирургических патологиях (холемии и ахолии, кишечной непроходимости, панкреонекрозе, кровопотере и забрюшинной гематоме), а также по регенерации оболочек дигестивного тракта. Разработал оригинальные органосохраняющие операции на пищеводе, желудке и кишечнике. Написал ряд работ по этим темам.
Умер 8 июня 2020 года в Казани.